# Adam Bell

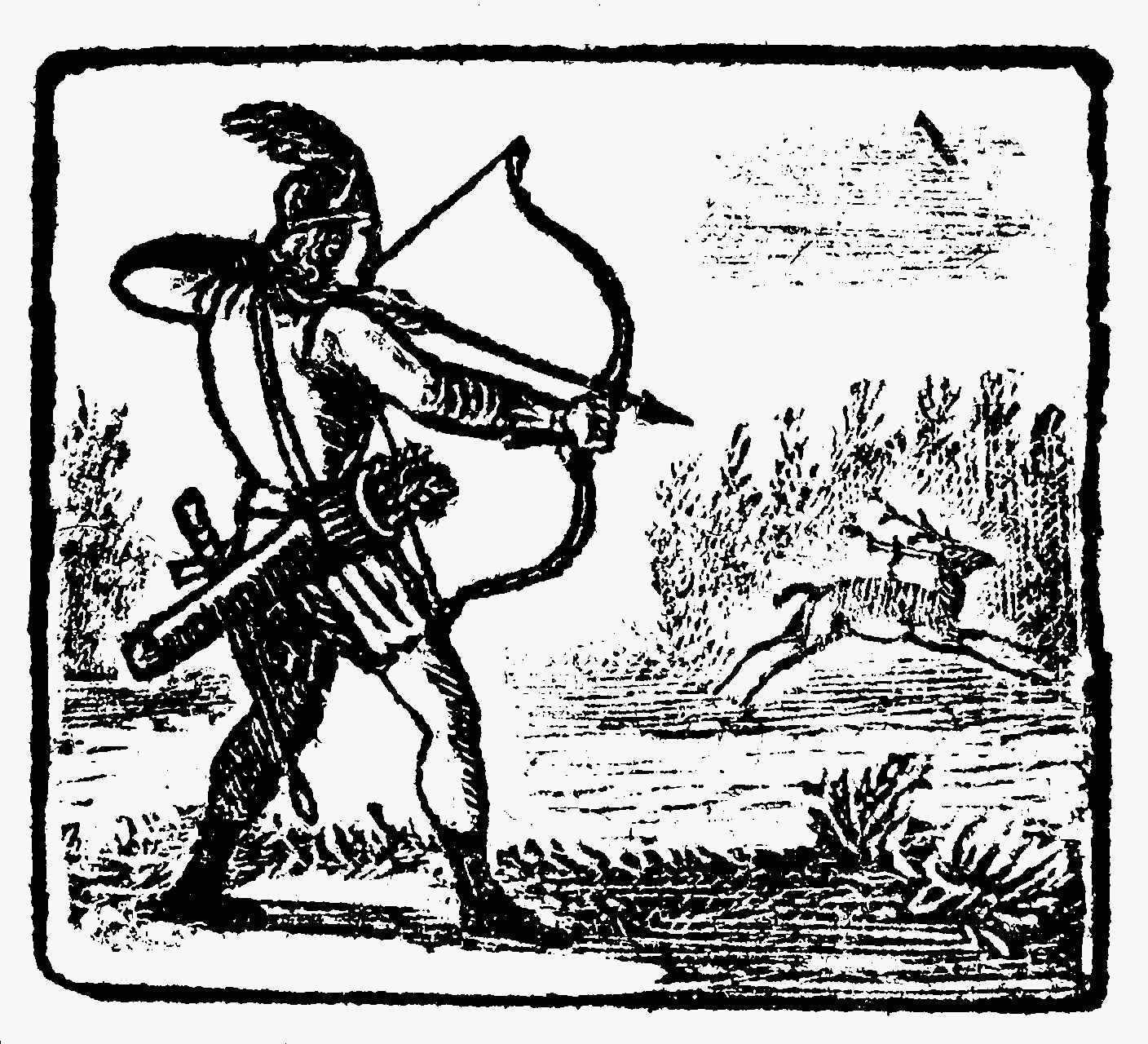
Ilustración del legendario forajido inglés Adam Bell.

Adam Bell (c. siglo XV o XVI) fue un legendario forajido inglés.
El y sus compinches William de Cloudsley y Clym del Clough vivieron en el bosque de Inglewood cerca de Carlisle y fueron personajes similares a Robin Hood. En el prólogo de The Merry Adventures of Robin Hood de 1883 por Howard Pyle, al encontrarse el Pequeño Juan con Robin Hood compara su habilidad en la arquería con la de Adam Bell.
Son descritos en la Balada de Child Adam Bell, Clym of the Cloughe and Wyllyam of Cloudeslee. En cierto momento William de Cloudsley dispara una flecha a través de una manzana sobre la cabeza de su hijo, proeza también atribuida a Guillermo Tell entre otros héroes. La copia impresa más antigua de la balada data de 1505 y fue impresa por Wynkyn de Worde. Hay paralelismos notables entre esta balada y aquella de Robin Hood and the Monk, pero no puede ser probado cual de las leyendas fue la fuente.
Adam Bell es probablemente el "Adam" mencionado por Shakespeare Much Ado About Nothing, I, i,257-9:

...hang me in a bottle like a cat, and shoot at me, and he that hits me, let him be clapp'd on the shoulder, and call'd Adam.
...cuélgenme en una botella como un gato, y dispárenme, y aquel que me pegase, que sea golpeado en el hombro, y llámenme Adam.

Adam Bell fue interpretado por Bryan Marshall en el episodio de Adam Bell en Robin of Sherwood.